# Wolfgang Bankl
Wolfgang Bankl (* 1960, Vídeň) je rakouský operní zpěvák (bas a basový baryton).
Vyrůstal v Tribuswinkelu a studoval v hudební škole v Badenu u Vídně hru na housle. V letech 1984 až 1989 studoval na konzervatoři ve Vídni zpěv u Dominique Weber, píseň a oratorium u Davida Lutze a operu u Waldemara Kmentta. Na počátku své kariéry pracoval ve Vídeňské komorní opeře a od roku 1989 do roku 1993 v opeře v Kielu. Od roku 1993 je členem Vídeňské státní opery.
V roce 2000 založil komorní festival Giro d'Arte, který se od té doby koná každoročně v létě (spolu s klavíristou a dirigentem Norbertem Pfafflmeyerem, spisovatelem Haraldem Kolleggerem). Program je věnován, kromě Bacha a Schuberta, současné hudbě.
V dubnu 2013 získal titul Rakouský komorní zpěvák.